# .327 Federal Magnum

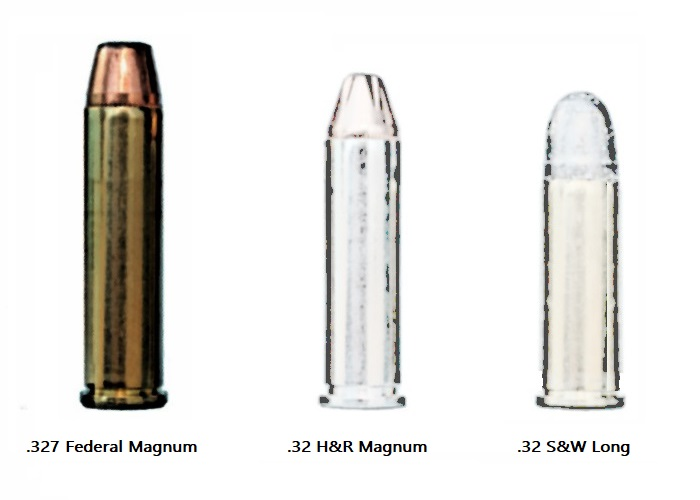
Cartucho .327 Federal Magnum comparado ao .32 H&R Magnum e ao .32 S&W Long

O .327 Federal Magnum é um cartucho introduzido pela Federal Cartridge em 2008, mas também comercializado pela Sturm, Ruger, com a intenção de prover o poder de um .357 Magnum num revólver compacto de seis tiros, que de outra forma só conseguiriam suportar cinco. O .327 tem sido usado em revólveres de tamanho normal com capacidade de sete tiros. O .327 Federal Magnum é um super magnum, tendo substituído o .32 H&R Magnum no primeiro lugar em potência nesse diâmetro de cartucho.

## Características
O .327 Federal Magnum é uma tentativa de melhorar o .32 H&R Magnum de 1984, que apresenta pressões de 15.000 a 21.000 psi, gerando velocidades de aproximadamente 370 m/s.
Baseado no .32 H&R Magnum, com um estojo 1/8" mais longo, reforçado na base, com paredes mais grossas, metalurgia e tratamento de calor diferenciados, o .327 Federal, pode ser carregado para níveis de pressão muito mais altos: 45.000 psi. O diâmetro do projétil do .327 é de 7,92 mm e velocidade de saída do cano de 430 m/s, com projéteis de 6,5 g, e 400 m/s, com projéteis de 7.5 g, disparados de um revólver Ruger SP101 com cano de 3 1/16".
Enquanto o recuo é maior que o do .32 H&R, revólveres carregados com o .327 Federal, são muito mais fáceis de controlar que modelos equivalentes carregados com o .357 Magnum.
Em uma comparação dos dois calibres:
| “ | Não há dúvida, que para a maior parte dos atiradores, o .357 Mag. produz um recuo desconfortável e explosão na saída do cano | ” |
|   | — Chuck Hawks. |   |

A energia de recuo do .327 é de 4,18 J para um projétil jaquetado hollowpoint (JHP) de 5,5 g; 7,62 J para um projétil (JHP) de 7,5 g; e 7,57 J para um projétil softpoint (SP) de 6,5 g.
Para comparação, os dados são: 1,98 J para um projétil de 5,5 g; com um .32 H&R Magnum, e 9,79 J para um projétil de 8,1 g; com um .357 Magnum.